# Alexander Mejía
Alexander Mejía (nascut 11 de juliol és un futbolista colombià que juga com a migcampista pel Atlético Nacional i la selecció colombiana.